# Toyota Mirai
La Toyota Mirai (« Futur », en japonais) est un véhicule à pile à combustible à hydrogène conçu par Toyota. C’est l'un des premiers véhicules de ce type à être commercialisé. Elle a été dévoilée au salon de l'automobile de Los Angeles en novembre 2014.

## Description
La Mirai possède deux réservoirs à haute pression (700 bars), d'une capacité totale de 122 litres de H2 (5 kg), trois minutes suffisent pour faire le plein d'hydrogène. Elle a une autonomie de 1 003 kilomètres.
La voiture n'émet que de l'eau pure, d'ailleurs propre à la consommation (en faible quantité) : en février 2017, un journaliste du Daily Telegraph l’utilise pour se faire une tasse de thé.

## Commercialisation

### Amérique
États-UnisLa Toyota Mirai est un succès relatif, surtout en Californie, où elle atteint, en janvier 2018, les 3 000 immatriculations.
Aux États-Unis, elle représente 80 % des voitures à hydrogène vendues.
CanadaEn janvier 2018, Toyota a lancé la Mirai dans la Province de Québec au Canada.

### Europe
Le lancement du marché en Europe était prévu pour septembre 2015. Le Royaume-Uni, l'Allemagne et le Danemark ont été les premiers pays européens où la Mirai a été livrée suivi par d'autres marchés en 2017. En Allemagne, les prix ont commencé à 60 000 euros plus la TVA. Depuis juin 2016, la Mirai est disponible pour la vente au public au Royaume-Uni, au Danemark, en Allemagne, en Belgique et en Norvège. Environ 200 Mirai avaient été vendues à la fin de 2017. 
L'ancien président du Parlement européen Pat Cox a estimé que Toyota perdait initialement entre 50 000 et 100 000 euros (60 000 à 133 000 dollars eu aux taux de change de 2014) sur chaque Mirai vendue en 2015.